# Покрајина Леон
Покрајина Леон (шп. Provincia de León) је покрајина Шпаније у аутономној заједници Кастиља и Леон. Главни град је Леон.